# Кэмпион, Уильям Мэган
Уильям Мэган Кэмпион (1820-1896) — преподаватель математики и президент Квинс-колледжа 
в Кембридже с 1892 года до своей кончины.
Кэмпион родился в Ирландии 28 октября 1820 года. Он был вторым сыном Уильяма Кэмпиона из Мэриборо, 
графство Лиишь. В 1845 году он был принят в качестве стипендиата в Квинс-колледж в Кембридже для изучения математики. Он занял 4 место на выпускных испытаниях. В 1850 году Кэмрион был избран членом Куинс-колледжа. В 1857 году, после смерти Джошуа Кинга, Кэмпиона сочли слишком молодым для поста президента колледжа. Он был избран президентом в 1892 году после смерти Джорджа Филлипса, будучи стар и слаб здоровьем.
Кэмпион стал членом первого совета Сената и его секретарем в 1865 году. Он был настоятелем церкви Святого Ботольфа в Кембридже в 1862-1892 годах, сельским настоятелем в 1870-1892 годах и почетным каноником кафедрального собора Эли в 1879-1896 годах.
Совместно с У. Дж. Бомонтом он написал научное, но популярное изложение Книги общей молитвы под названием "Молитвенник с чередованием".
Он умер в Президентской ложе Квинс-колледжа 20 октября 1896 года и похоронен на кладбище Милл-Роуд 
в Кембридже.